# 1997年MTV歐洲音樂大獎
1997年MTV歐洲音樂大獎在荷蘭鹿特丹舉行，主持人為羅南，本屆也是第四屆MTV歐洲音樂大獎。

## 表演者
- 史密斯飛船
- 新好男孩
- 碧玉
- 新好男孩 feat. 史萊許
- 瓊·邦·喬飛
- Jovanotti（英语：Jovanotti）
- LL酷J
- 劣等物種（Skunk Anansie）
- 辣妹合唱團
- U2

## 獎項

### 最佳歌曲
- 羊毛衫 —《Lovefool》
- 吹牛老爹 & 費斯·伊凡絲（Faith Evans）—《I'll Be Missing You》
- 韓氏兄弟（Hanson）—《Mmmbop》
- 不要懷疑 —《Don't Speak》
- 威爾·史密斯 —《Men In Black》

### 最佳音樂錄影帶
- 超凡樂團—《Breathe》

### 最佳女歌手
- 碧玉
- 唐妮·布蕾斯頓
- 雪瑞兒·可洛
- 瑪丹娜

### 最佳男歌手
- 娃娃臉
- 貝克
- 瓊·邦·喬飛
- 麥可·傑克遜
- 喬治·麥可

### 最佳團體
- 綠洲
- 超凡樂團
- 電台司令
- 辣妹合唱團
- U2

### 最佳新人
- 瑪芮斯·布魯克絲（Meredith Brooks）
- 吹牛老爹
- 韓氏兄弟
- 不要懷疑
- 辣妹合唱團

### 最佳舞曲藝人
- 新好男孩
- 化學兄弟
- 傻瓜龐克
- 超凡樂團
- 辣妹合唱團

### 最佳搖滾藝人
- 史密斯飛船
- 瓊·邦·喬飛
- 布希樂團（Bush）
- 綠洲
- 劣等物種（Skunk Anansie）

### 最佳另類藝人
- 貝克
- 布勒樂團
- 超凡樂團
- 電台司令
- 神韻合唱團

### 最佳節奏藍調藝人
- 黑街合唱團（Blackstreet）
- 唐妮·布蕾斯頓
- 吉納文（Ginuwine）
- 麥可·傑克遜
- 勞·凱利

### 最佳饒舌藝人
- 黑街合唱團
- 庫利奧
- 吹牛老爹
- 聲名狼藉先生
- 威爾·史密斯

### 最佳現場藝人
- 史密斯飛船
- 麥可·傑克遜
- 電台司令
- 劣等物種（Skunk Anansie）
- U2

## 解放心靈大獎
Landmine Survivors Network